# Schloss Friedrichstein (Ostpreußen)

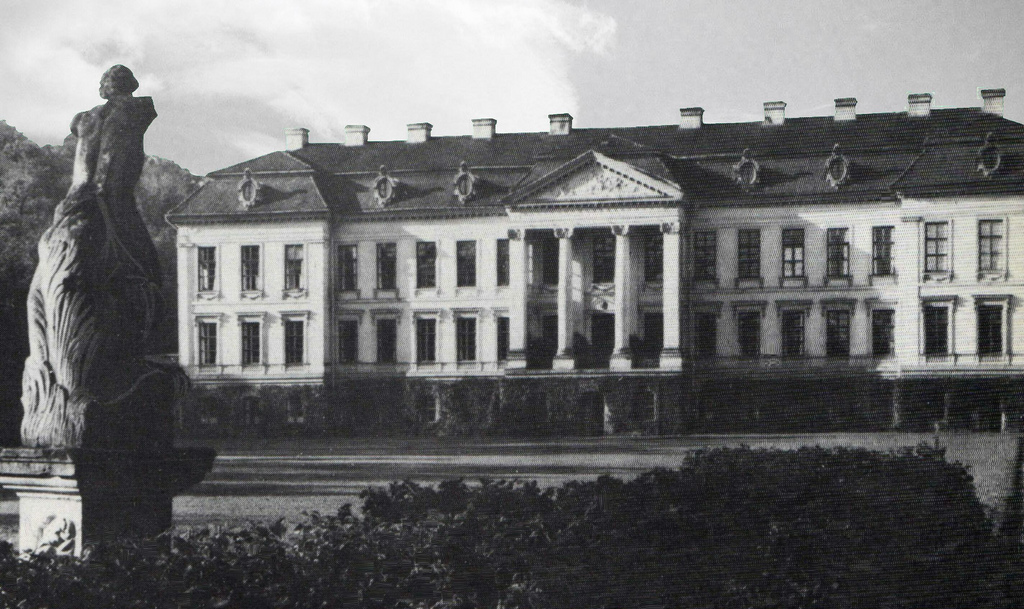
Schloss Friedrichstein, das größte Schloss Ostpreußens im Jahr 1927. Es wurde 1945 von der Roten Armee abgebrannt

Schloss Friedrichstein war ein Schloss in Friedrichstein im Kreis Königsberg-Land, im Pregeltal, 20 Kilometer östlich von Königsberg, in Ostpreußen, heute Kamenka im Rajon Gurjewsk (Kreis Neuhausen), Oblast Kaliningrad (Gebiet Königsberg (Preußen), Russland).

## Geschichte

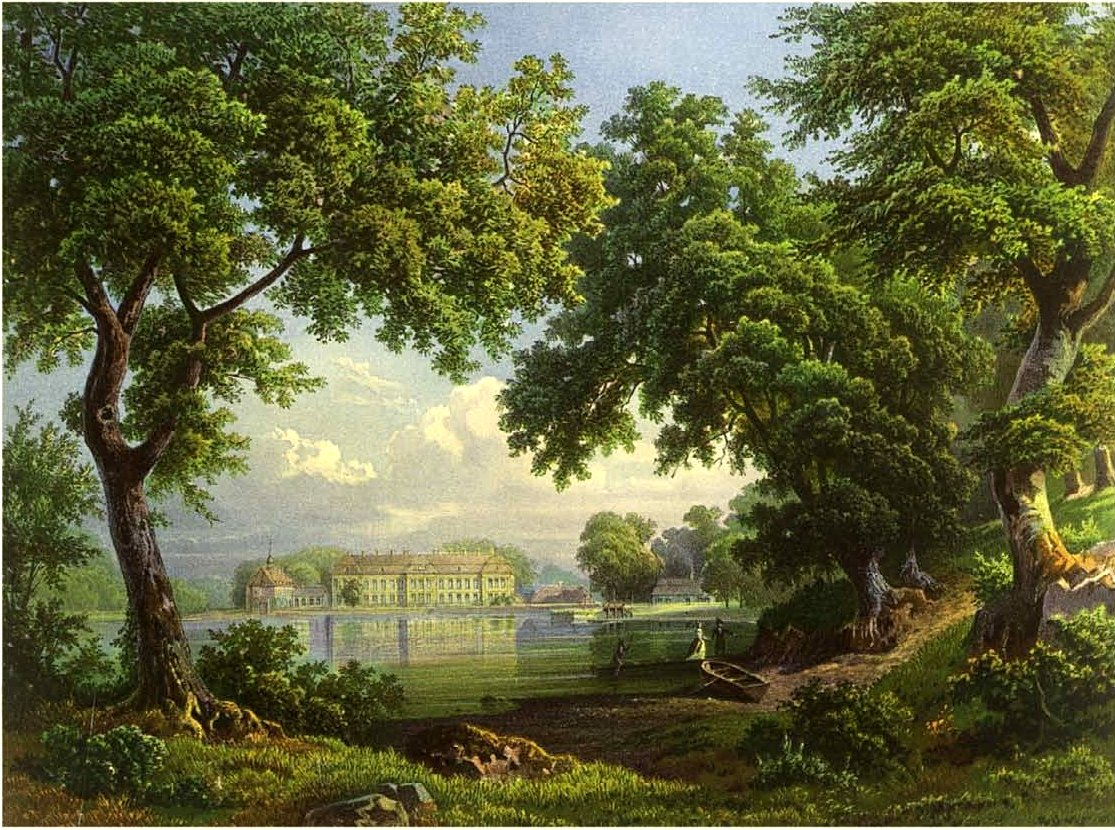
Schloss Friedrichstein um 1857/58, Sammlung Alexander Duncker

Bis zum 2. September 1666 war die Familie zu Waldburg in Friedrichstein ansässig. Friedrich zu Waldburg ließ ein adliges Wohnhaus errichten und der Ort wurde Friedrichstein genannt. Nach dem Tod des Freiherrn zu Waldburg 1625 und der weiterführenden Bewirtschaftung durch seine Witwe Maria von Waldburg geborene von Kreutzen bis zu ihrem Tod 1642 war die wirtschaftliche Lage der Besitzung nicht gut. Friedrichstein musste verkauft werden. Das Gut hatte damals eine Größe von etwa 450 Hektar.
Am 2. September 1666 gab der Große Kurfürst seine Zustimmung zum Kauf des Gutes durch Friedrich von Dönhoff (1639–1696), Kammerherr des Kurfürsten und Oberstleutnant. Von 1666 bis 1945 waren nunmehr Schloss und Fideikommiss (1859–1919) im Besitz der Grafen von Dönhoff, die bis 1945 das Kirchenpatronat über die Kirche Löwenhagen (Ostpreußen) innehatten.
Im Winter des Jahres 1709 zerstörte eine Feuersbrunst das damalige Gutshaus. Der Neubau wurde unter Otto Magnus Graf von Dönhoff 1709 bis 1714 nach Plänen des Barockarchitekten Jean de Bodt und unter der Bauleitung von John von Collas errichtet. Der Generalleutnant und Gutsherr war einer der ersten Träger des hohen Ordens vom Schwarzen Adler.
Die Größe und Qualität des Baues entsprach dem Wunsch des Königs Friedrich I. Das 1701 neu gegründete Königreich Preußen sollte aus Gründen kultureller Repräsentation mit einigen prächtigen Barockschlössern versehen werden, daher entstanden im Wettbewerb untereinander fast gleichzeitig auch die Schlösser Dönhoffstädt (Grafen Dönhoff), Finckenstein (Grafen Finck von Finckenstein), Schlobitten und Schlodien (Grafen Dohna) und Capustigall (Grafen Waldburg), von denen heute nur noch Dönhoffstädt existiert. Das Schloss Friedrichstein hatte 19 Achsen, einen zweigeschossigen Mitteltrakt, Seitenrisalite an der Hof- und Gartenseite sowie zentrale Risalite, ein hohes Kellergeschoss und ein Mansardendach. Die Hofseite hob ein Portikus in ionischer Ordnung, an der Gartenseite war eine analoge Außenloggia. Diese Seite war zu einem langgezogenen Teich (russisch: Prud) ausgerichtet, wohl einem alten Pregelteich. In Friedrichstein befand sich bis zuletzt eine um 1630 in Brüssel entstandene wertvolle Serie von Wandteppichen mit Darstellungen aus dem Leben Alexanders des Großen, nach Entwürfen von Jacob Jordaens.

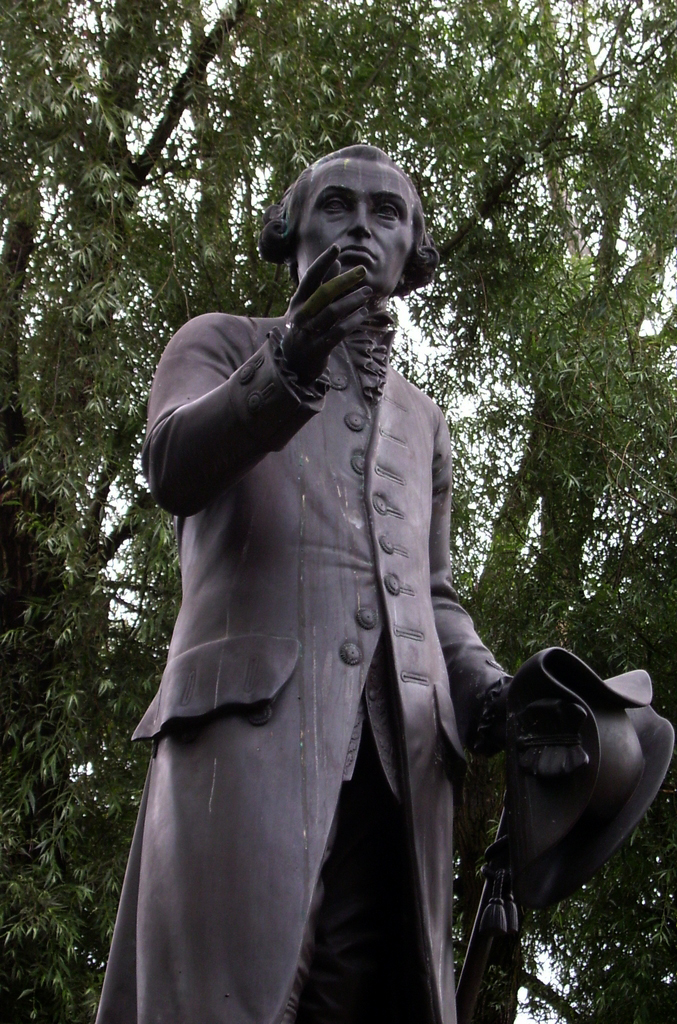
Nachbildung des Kant-Denkmals in Kaliningrad

Erben des Bauherrn wurden der Oberst Friedrich von Dönhoff, verheiratet mit Wilhelmine Sophie von Kameke, dann ihr Sohn der preußische Kriegsminister Christian von Dönhoff, liiert mit Charlotte Amalie Rollaz du Rosey. In der weiteren direkten Erbfolge kamen Schloss und Güter an den Offizier August von Dönhoff, Landhofmeister von Preußen, Träger des Pour le Mérite. Auch der Diplomat August Heinrich Hermann von Dönhoff entstammte dem Dönhoff-Haus-Friedrichstein. Später war August von Dönhoff bis zu seinem Tod Schlossherr und Gutsbesitzer auf Friedrichstein, 1920 erbte Heinrich Graf Dönhoff (1899–1942) das Gut Friedrichstein, eines der größten Rittergüter im Deutschen Reich. Das Gut wurde zunächst stellvertretend für ihn von seiner Mutter geführt, die vom ehemaligen sächsischen Minister von Falkenhausen beraten wurde. Um 1922 übernahm Heinrich Graf Dönhoff selbst die Verwaltung des elterlichen Gutes. Er richtete das zugehörige Gut nach marktwirtschaftlichen Erkenntnissen aus, das Schloss wurde in den 1930er Jahren renoviert und der Park in den früheren barocken Strukturen wieder hergestellt. Das Gut Friedrichstein war eines der größten privaten Grundbesitztümer im Deutschen Reich der 1920er bis 1940er Jahre: Der Grundbesitz von Friedrichstein mit Schloss, Fasanerie und Amalienhof, dem Forst (Schutzforst), Groß Hohenhagen sowie Wehnenfeld mit Vorwerk Lottienenhof umfasste 6215 Hektar. Die Familienstiftung Quittainen beinhaltete noch einmal 9907 Hektar, was zusammen mehr als 160 Quadratkilometer ausmachte.
Das Kant-Denkmal von Christian Daniel Rauch und das König-Friedrich-Denkmal von Andreas Schlüter wurden 1944 aus Königsberg in den Park von Friedrichstein gebracht, dann vergraben. Spätestens Anfang 1945 kam letzteres auf Befehl des Gauleiters Erich Koch in das Fort Quednau. Dort fand es die Rote Armee. Beide Denkmäler sind seit 1945 verschollen. Das seit 1979 in Berlin stehende Denkmal König Friedrich I. und das 1992 in Kaliningrad errichtete Kant-Denkmal sind Repliken.
Das Schloss wurde im Januar 1945 von der Roten Armee in Brand gesetzt. Die verbliebene Ruine wurde 1957 zum großen Teil abgetragen. Mauerreste standen noch bis in die 1980er Jahre, einige Fragmente sind heute noch erkennbar. Hier steht heute ein Café.
Schloss Friedrichstein ist der Geburtsort der Journalistin und Publizistin Marion Gräfin Dönhoff (1909–2002). Ihr Bruder Dietrich Graf Dönhoff († 1991 auf Gut Schwebda in Hessen) war nach dem Tod des Bruders Heinrich Graf Dönhoff (1899–1942) von 1942 bis zur Flucht letzter Besitzer des Gutes; sie selbst lebte danach noch bei ihrem ebenfalls in Friedrichstein geborenen älteren Bruder Christoph Graf Dönhoff in Quittainen, von wo sie die Flucht zu Pferde in den Westen antrat.
Bedeutende Teile der ursprünglichen Ausstattung sowie des Familienarchivs wurden vor 1945 in den Westen evakuiert und befinden sich heute teilweise auf Schloss Schönstein in Wissen (Sieg).